# Indo-Sassànides

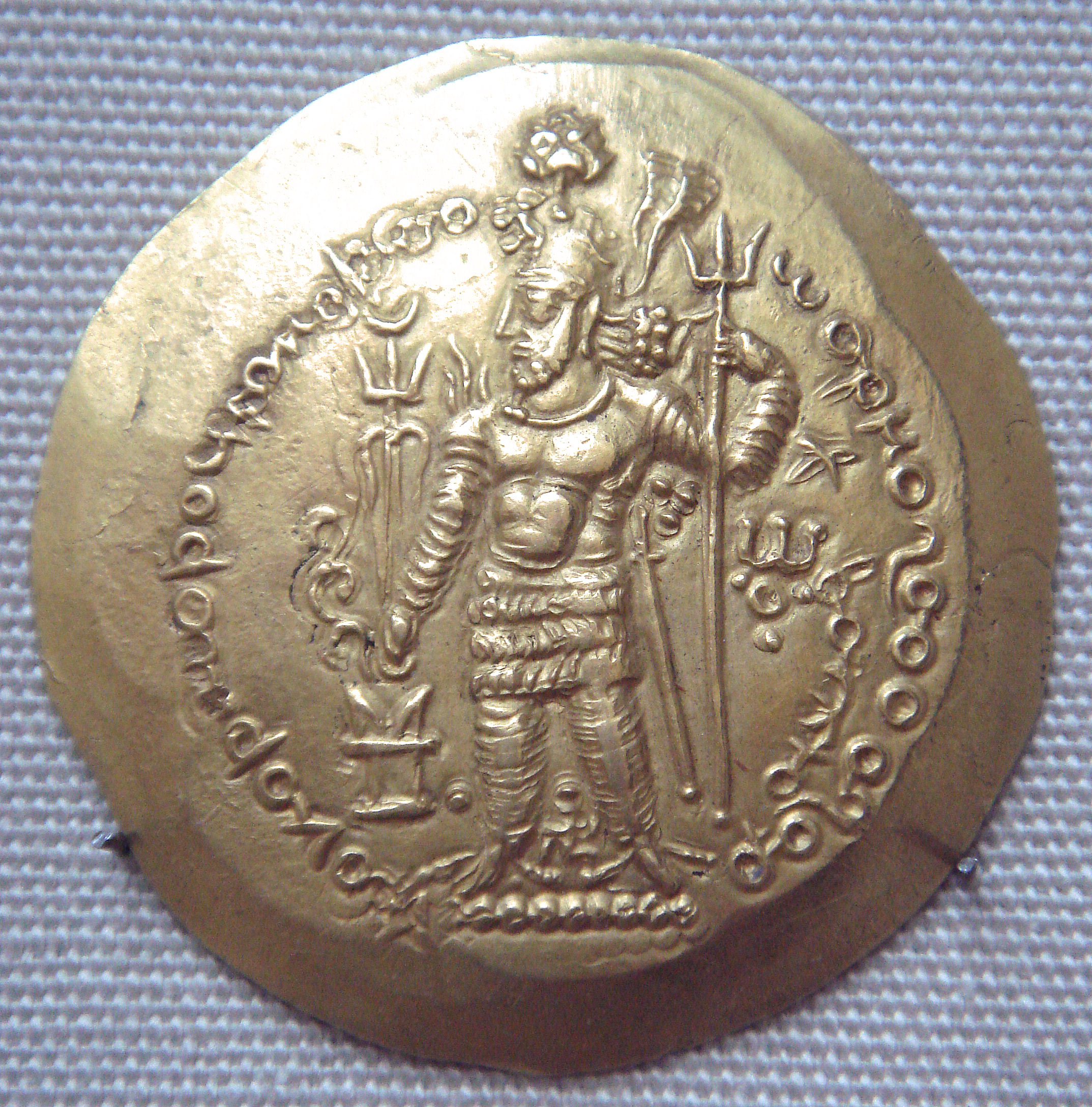
Moneda d'Hormizd I, emesa a l'Afganistan, i obtinguda de dissenys Kushan anteriors.

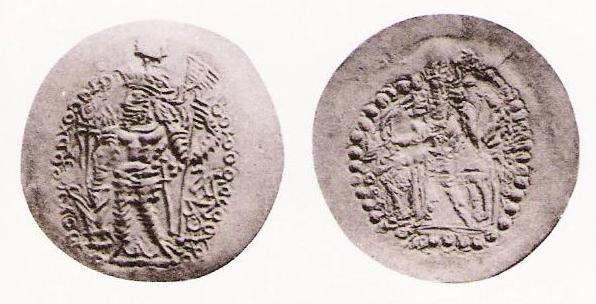
Coin of the Indo-Sassanid kushansha Varhran I (early 4th century).
a l'anvers el rei Vahhran amb vestits propis de la vall de l'Indo, i al revers un brau irania i a vegades un altar zorostrià

El Indo-Sassànides, Kuixano-Sassànides o Kuixanxas foren una branca dels perses sassànides que establiren el seu govern al subcontinent indi nord-occidental durant els segles iii i iv a costa del decadent Imperi Kuixan. Foren a canvi desplaçats el 410 per les invasions dels Huna. Van poder restablir una certa autoritat després que els sassànides de Pèrsia van destruir als heftalites el 565, però el seu govern es van enfonsar sota els atacs àrabs a la meitat del segle VII.

## Història

### Primer període Indo-Sassànida

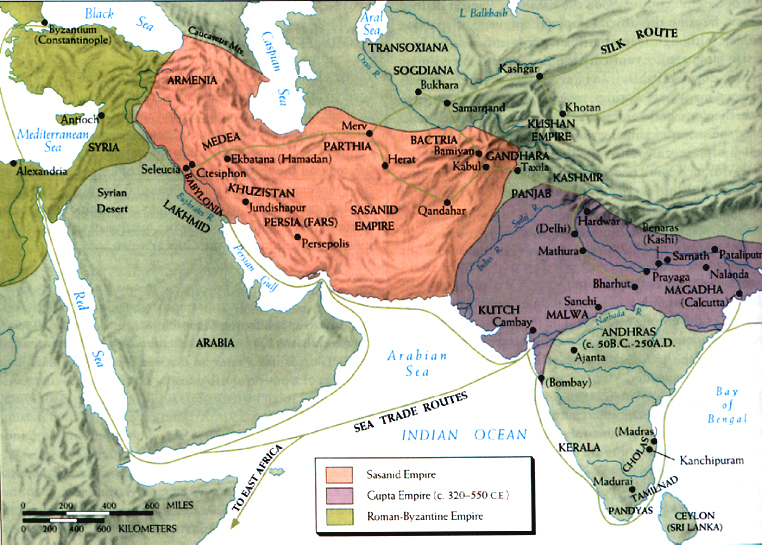
Rutes comercials indo-sassànides

El sassànides, poc u després de victòria sobre els parts, estengueren el seu domini a Bactriana durant el regnat d'Artaxerxes I al voltant del 230, i després a les parts més orientals del seu imperi (Pakistan modern i Índia) durant el regnat del seu fill Sapor I (240-270). Així el kuixans perderen el seu territori occidental (incloent-hi Bactriana i Gandhara) en favor del govern de nobles sassànides anomenats Kuixanxhas o "Reis dels Kuixans".
Kartir, un alt sacerdot que va servir d'assessor a, com a mínim, tres dels primers reis, va instigar la persecució dels no-zoroastrians, és a dir cristians, budistes, jueus, hindús i - en particular - els maniqueus, que estaven principalment als territoris orientals. La persecució va cessar durant el regnat de Narseh (rei 293-302).
Al voltant de 325, Sapor II estava directament al càrrec de la part del sud del territori, mentre que al nord els Kuixanxas mantenien el seu govern fins a la vinguda del kidarites.
La decadència del kuixans i la seva derrota pels sassànides conduïren a l'ascens d'una dinastia índia indígena, els guptes, el segle iv. El 410, 
els heftalites o indo-heftalites conquerien Bactriana i Gandhara, i temporalment reemplaçaren als Indo-Sassànides.

### Segon període Indo-Sassànida
.

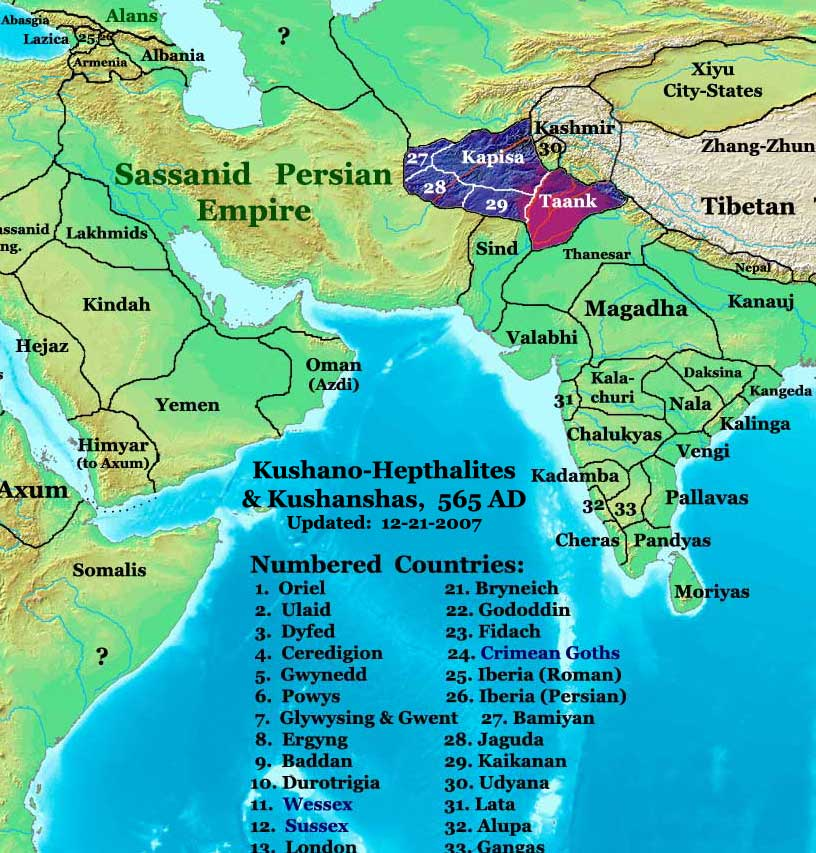
Terres del Kuixanxas (indo-Sassànides) i Kuixano-Heftalites el 565

Els heftalites dominaren l'àrea fins que foren derrotats el 565 per una aliança entre el gokturks (turcs orientals) i els Sassànides, i una certa autoritat Indo-Sassànida fou restablerta. Els heftalites o kuixano-heftalites van poder establir estats rival a Kapisa, Bamiyan, i Kabul. El segon període indo-Sassànida es va acabar amb l'esfondrament dels sassànides davant el califat Raixidun al segle VII. El Sind va romandre independent fins a les invasions àrabs de l'Índia a principis del segle viii. Els kuixano-hefthalites o turkxahis foren substituïts pels Shahi (Xahi) al segle viii.

## influències Religioses
El profeta Mani (210-276), fundador de maniqueisme, va seguir l'expansió dels sassànides cap a l'est, el que l'exposava a la creixent cultura budista de Gandhara. Es diu que va visitar Bamiyan, on diverses pintures religioses li són atribuïdes, i es considera que hi va viure per algun temps i va predicar i ensenyar. També se'l relaciona amb haver navegat a l'àrea de la vall de l'Indus del Pakistan el 240 o el 241, i haver convertit un rei budista, el Turan Shah de l'Índia.
On that occasion, various Buddhist influences seem to have permeated Manichaeism: "Buddhist influences were significant in the formation of Mani's religious thought. The transmigration of souls became a Manichaean belief, and the quadripartite structure of the Manichaean community, divided between male and female monks (the 'elect') and lay follower (the 'hearers') who supported them, appears to be based on that of the Buddhist sangha" (Richard Foltz, Religions of the Silk Road, New York: Palgrave Macmillan, 2010).
En aquella ocasió, diverses influències budistes semblen que van impregnar el maniqueisme: "Les influències budistes foren significatives en la formació del pensament religiós de Mani. La transmigració d'ànimes es va convertir en una creença maniquea, i l'estructura quatripartita de la comunitat maniquea, es dividia entre monjos masculins i femenins (els electes') i seguidors laics (els 'oïdors') que els donaven suport, el que sembla estar basat en el budisme sangha" (Richard Foltz, Religions of the Silk Road, New York: Palgrave Macmillan, 2010).

## Influències artístiques
Els Indo-Sassànides canviaven béns com objectes de plata i teixits que descriuen els emperadors indo-sassànides en caceres o administrant justícia. L'exemple d'art Sassanid fou influent sobre l'art kuixan, i aquesta influència romangué activa durant uns quants segles al subcontinent indi nord-oest.

## Encunyació

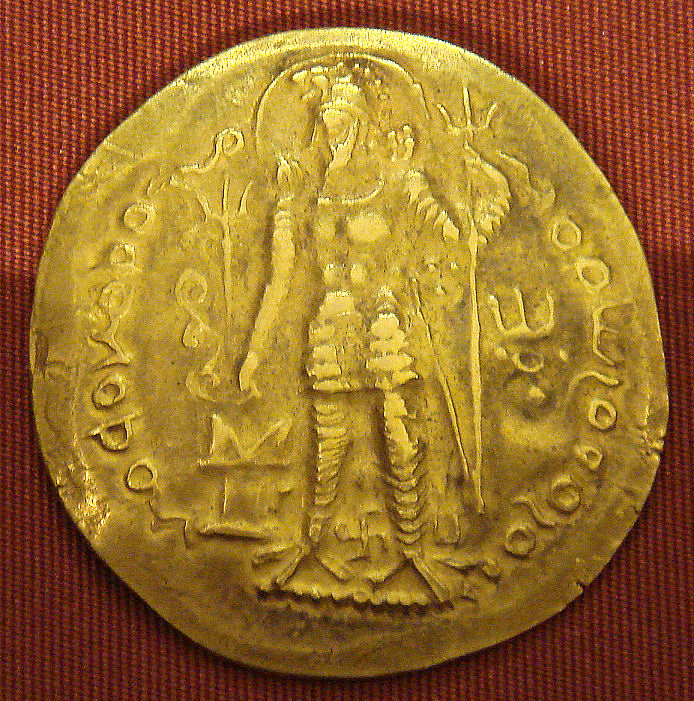
Moneda Indo-Sassànida.

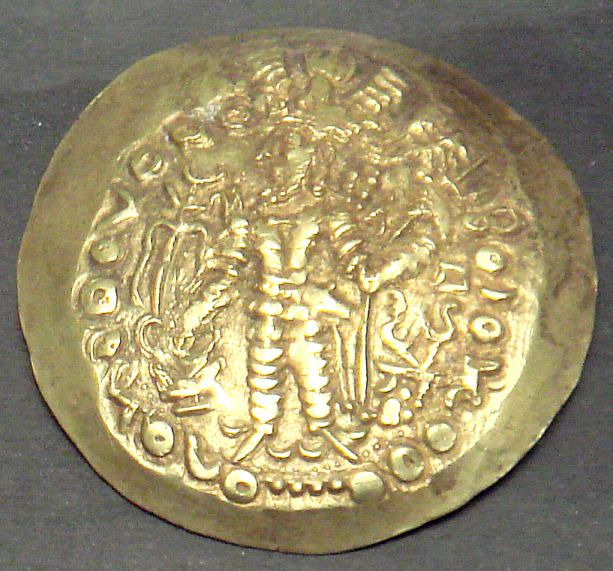
Moneda d'or Indo-Sassànida.

Els Indo-Sassànides crearen una encunyació extensa amb la llegenda en brahmi, pahlavi o bactrià, a vegades inspirades de les encunyacions dels kuixans, i a vegades més clarament sassànides.
L'anvers de la moneda normalment descriu el governant amb pentinat elaborat, i al revers un altar de foc zoroastrià.

## Principals governants Indo-Sassànides
- Artaxerxes I, rei sassànida i "Kuixanxa" (vers 230 – 250)
- Peroz I Kuixanxa (245 – 265)
- Ormazd I (Hormidz), "Kuixanxa" (vers 265 – 295)
- Ormadz II (Hormidz), "Kuixanxa" (vers 295 – 300)
- Peroz II, "Kuixanxa" (vers 300 – 325)
- Shapur II rei sassànida i "Sakanxa" (vers 325)
- Varhran I, Varhran II, Varhran III, "Kuixanxas" (vers 325 – 350; van regnar fins a la invasió heftalita)
- Peroz III, "Kuixanxa" (vers 350 – 360; a Gandhara)